# Диогу-ди-Васконселус (Минас-Жерайс)
Диогу-ди-Васконселус (порт. Diogo de Vasconcelos) — муниципалитет в Бразилии, входит в штат Минас-Жерайс. Составная часть мезорегиона Агломерация Белу-Оризонти. Входит в экономико-статистический микрорегион Ору-Прету. Население составляет 3832 человека на 2006 год. Занимает площадь 165,035 км². Плотность населения — 23,2 чел./км².

## История
Город основан 8 сентября 1963 года. 

## Статистика
- Валовой внутренний продукт на 2003 год составляет 10 143 141,00 реалов (данные: Бразильский институт географии и статистики).
- Валовой внутренний продукт на душу населения на 2003 год составляет 2603,48 реалов (данные: Бразильский институт географии и статистики).
- Индекс развития человеческого потенциала на 2000 год составляет 0,660 (данные: Программа развития ООН).